# Hugh Mitchell (polityk)
Hugh Burnton Mitchell (ur. 22 marca 1907 w Great Falls, zm. 10 czerwca 1996 w Seattle) – amerykański polityk, członek Partii Demokratycznej.

## Działalność polityczna
W okresie od 10 stycznia 1945 do rezygnacji 25 grudnia 1946 był senatorem Stanów Zjednoczonych z Waszyngtonu (1. Klasa). A od 3 stycznia 1949 do 3 stycznia 1953 przez dwie kadencje był przedstawicielem 1. okręgu wyborczego w stanie Waszyngton w Izbie Reprezentantów Stanów Zjednoczonych.